# 黄宗道
黄宗道（1921年2月3日—2003年4月26日），湖北孝感人，生于湖北武汉，中国天然橡胶及肥料学专家。他长期致力于中国天然橡胶研究与热带农业的发展，曾任金陵大学讲师、南京农学院讲师，后在华南热带作物科学研究院和华南热带作物学院任职。他还曾担任海南省人大常委会副主任、中国农学会副会长等职，享受国务院特殊津贴。1997年当选为中国工程院院士。

## 生平
黄宗道出生于湖北汉口，1939年考入金陵大学农艺系土壤专业，1945年毕业后留校从事教学和研究工作。他于1952年在在导师黄瑞采带领下参与华南地区橡胶宜林地的调查，随后几十年的科研生涯中，黄宗道在海南岛等地深入开展橡胶种植相关研究。
1953年，他加入了华南热带林业科学研究所（中国热带农业科学院前身），组建了以土壤农化和植物标本分析为主的第二研究室，带领团队在艰苦条件下完成了华南地区橡胶宜林地调查，分析并划分了该地区土壤类型，奠定了橡胶树栽培的科学基础。
1958年，黄宗道随研究所整体迁至海南儋州。他与团队提出了“胶林良种化、林网化、梯田化、覆盖化”等科学管理措施，有效应对橡胶种植中遇到的寒害等难题，并成功培育了适合中国南方种植的耐寒、抗风和耐贫瘠的橡胶新品种。
1997年当选为中国工程院院士。
2003年4月26日，黄宗道因病在南京逝世。

## 成就
1982年，他与团队完成的“橡胶树在北纬18°～24°大面积种植技术”获得国家发明一等奖。
主要著作有：
- 《橡胶栽培学》（1979年，主编）
- 《热带北缘橡胶栽培》（1987年，主编）
- 《天堂的种子——热带作物》 ISBN 9787810297813 （2000年）